# Metairie
Metairie és una població dels Estats Units a l'estat de Louisiana. Segons el cens del 2000 tenia 146.136 habitants.

## Demografia
Segons el cens del 2000, Metairie tenia 146.136 habitants, 63.741 habitatges, i 39.073 famílies. La densitat de població era de 2.431 habitants/km².
Dels 63.741 habitatges en un 25,3% hi vivien nens de menys de 18 anys, en un 46,1% hi vivien parelles casades, en un 11,4% dones solteres, i en un 38,7% no eren unitats familiars. En el 32,9% dels habitatges hi vivien persones soles l'11,3% de les quals corresponia a persones de 65 anys o més que vivien soles. El nombre mitjà de persones vivint en cada habitatge era de 2,28 i el nombre mitjà de persones que vivien en cada família era de 2,93.
Per edats la població es repartia de la següent manera: un 20,6% tenia menys de 18 anys, un 8,4% entre 18 i 24, un 29,6% entre 25 i 44, un 24,9% de 45 a 60 i un 16,4% 65 anys o més.
L'edat mediana era de 40 anys. Per cada 100 dones de 18 o més anys hi havia 88,1 homes.
La renda mediana per habitatge era de 41.265 $ i la renda mediana per família de 52.555 $. Els homes tenien una renda mediana de 37.371 $ mentre que les dones 27.057 $. La renda per capita de la població era de 24.771 $. Entorn del 6,2% de les famílies i el 8,9% de la població estaven per davall del llindar de pobresa.

## Poblacions més properes
El següent diagrama mostra les poblacions més properes.